# Montigny-lès-Arsures
Montigny-lès-Arsures ist eine französische Gemeinde mit 234 Einwohnern (Stand 1. Januar 2022) im Département Jura in der Region Bourgogne-Franche-Comté. Sie gehört zum Arrondissement Dole und zum Kanton Arbois.

## Geographie
Das Dorf liegt im Französischen Jura. Hier entspringt das Flüsschen Larine, das zur Loue entwässert. 
Die Nachbargemeinden sind
- Villeneuve-d’Aval im Norden,
- Les Arsures und Aiglepierre im Osten,
- Arbois im Süden,
- Saint-Cyr-Montmalin und Villette-lès-Arbois im Westen.

Montigny-lès Arsures wird von der Bahnstrecke Dijon–Vallorbe, die vom TGV Lyria befahren wird, und der Route nationale 83, Lyon – Strasbourg, passiert.

## Bevölkerungsentwicklung
| Jahr                       | 1962 | 1968 | 1975 | 1982 | 1990 | 1999 | 2008 | 2017 |
| -------------------------- | ---- | ---- | ---- | ---- | ---- | ---- | ---- | ---- |
| Einwohner                  | 349  | 318  | 304  | 297  | 292  | 267  | 272  | 254  |
| Quellen: Cassini und INSEE |      |      |      |      |      |      |      |      |

## Sehenswürdigkeiten
- Eisenbahnviadukt bei Montigny-les-Arsures

|  |  |

## Wirtschaft
Die Gemeinde ist Teil des Weinanbaugebietes Jura und berechtigt zur Produktion der AOC-Weinsorte Arbois.

## Einzelbelege
1. ↑  Dekret des Ministeriums für Landwirtschaft, Ernährung, Fischerei vom 14. Oktober 2009 (Memento des Originals vom 4. September 2014 im Internet Archive)  Info: Der Archivlink wurde automatisch eingesetzt und noch nicht geprüft. Bitte prüfe Original- und Archivlink gemäß Anleitung und entferne dann diesen Hinweis.